# Au Wai Lun
Pour les articles homonymes, voir Au.
Au Wai Lun (chinois traditionnel : 歐偉倫) est un footballeur hongkongais né le 14 août 1971. Il évolue au poste d'attaquant.

## Palmarès
- Avec Ernest Borel
  - Vainqueur de la Coupe de Hong Kong en 1992.

- Avec South China
  - Champion de Hong Kong en 1997, 2000 et 2007.
  - Vainqueur de la Coupe de Hong Kong en 1996, 1999, 2002 et 2007.